# Manoir de Kergal (Brandivy)
Pour les articles homonymes, voir Manoir de Kergal.
Le manoir de Kergal est un manoir français du début du XVIe siècle situé à Brandivy, dans le Morbihan, en région Bretagne.

## Situation
Le manoir est situé au hameau de Kergal, à environ 1,6 km à vol d'oiseau au nord du bourg de Brandivy.

## Histoire
Siège de la seigneurie de Kergal, le manoir est une construction de la première moitié du XVIe siècle attribuée aux frères Jean et Pierre Daniélo. Le manoir a été construit d'ouest en est.

### Une erreur d'attribution: les Lantivy de Kergal
Le manoir de Kergal a été étudié par l’abbé Guilloux, auteur de plusieurs articles sur l’histoire de Brandivy parus dans la Revue Historique de l’Ouest entre 1890 et 1893. Renvoyant aux travaux d’Ogée, l’abbé Guilloux écrit que le manoir de Kergal de Brandivy appartient en 1400 à Pierre de Lantivy, sieur de Talhouët, puis en 1482 à Olivier d'Arradon. Mais, depuis la parution de l’Histoire généalogique de la maison de Lantivy, en 1899, il est possible de corriger cette erreur. Cet ouvrage indique six branches de Lantivy dont celle des Talhouët, seigneurs de Kergal en Noyal-Pontivy. Il ne s’agit donc pas de Kergal en Brandivy. De même, il existe bien un aveu rendu au comté de Largoët par Olivier d’Arradon en 1482 pour Kergal. Mais ici encore il s’agit de Kergal en Arradon, non en Brandivy.
Ce n'est qu'à partir de 1634 que les Lantivy deviennent seigneurs de Kergal en Brandivy, par le mariage de Mathieu de Lantivy avec Jacquette Le Crossec.

### Les Daniélo, fondateurs du manoir de Kergal
La première mention connue de Kergal dans les archives date de 1444. Il s'agit d'un acte d'échange entre plusieurs membres de la famille Daniélo au sujet d'une tenue située au village de Kergal. La tenue de Kergal apparaît ensuite en 1470 dans un aveu du comté de Largoët rendu au duc de Bretagne. Elle appartient alors à Jean Daniélo et appartenait auparavant à Perrine Daniélo. Dans ces deux documents, Kergal n'est jamais cité comme étant un manoir ou une seigneurie.
En 2016, la société Dendrotech a réalisé une datation de la charpente du manoir de Kergal par dendrochonologie. Leurs analyses ont démontré que la construction du manoir résulte de deux campagnes de travaux menées vers 1518-1520 pour la première, et vers 1550 pour la seconde. Au début du XVIe siècle, Kergal est la propriété successive de deux frères : Jean et Pierre Daniélo. Le premier est chanoine et archidiacre de Vannes en 1509. Il est notamment connu pour avoir dirigé d’importants travaux sur la cathédrale de Vannes et pour être à l’origine de la chapelle du Saint-Sacrement. Il est également recteur de Bignon, Billio, Bourg-Paul, Bubry, Grand-Champ, Locmalo, Marzan, Muzillac, Péaule, Plumergat, Questembert et Theix. En 1524, il est prieur de la Madeleine de Nantes et chanoine de Notre-Dame de Nantes. En 1533, il est doyen de Péaule. De 1537 à sa mort en 1540 il est abbé de Saint-Gildas-de-Rhuys.

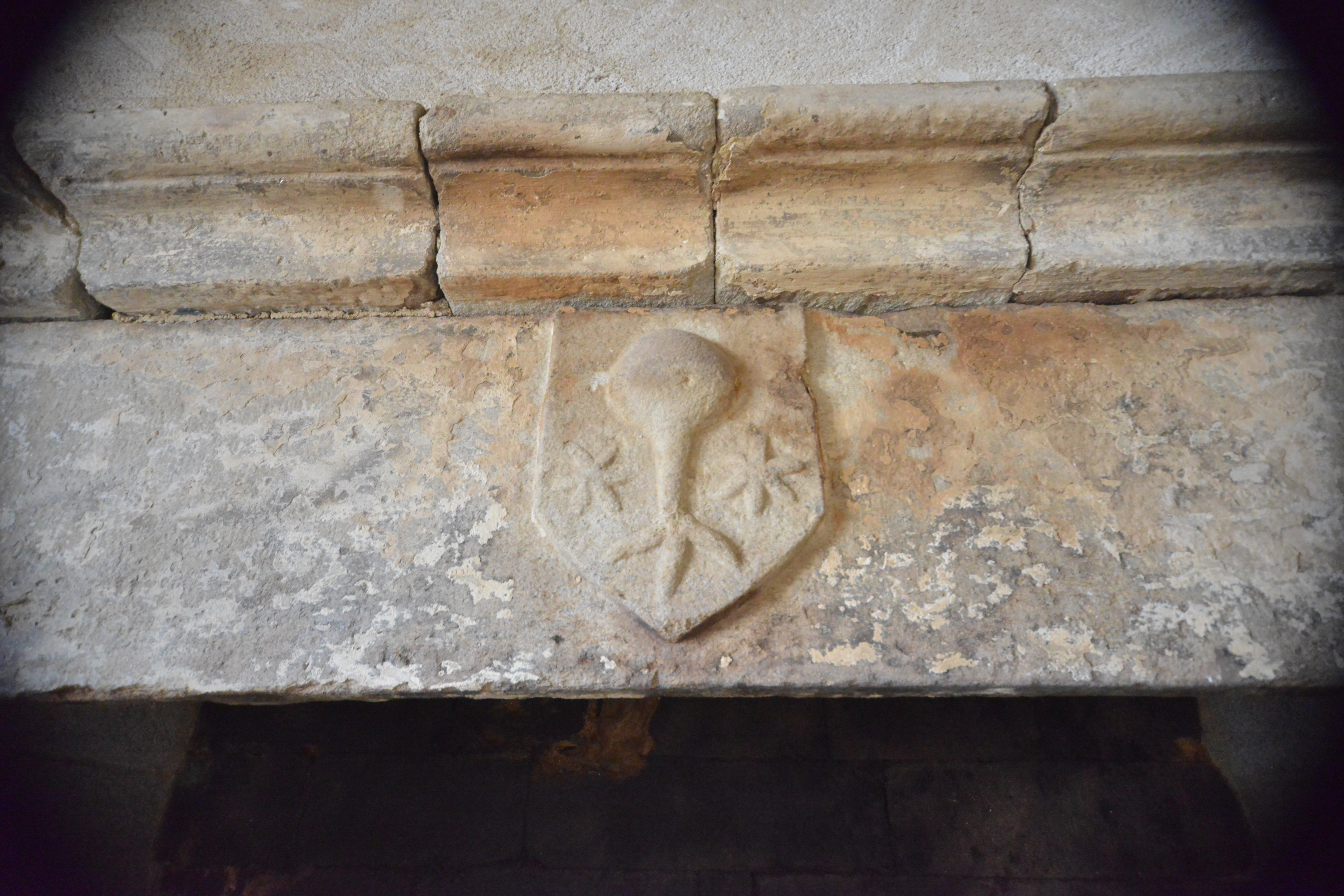
Blason des Daniélo sur une cheminée du manoir de Kergal

Le manoir de Kergal porte les mêmes armes que le doyenné de Péaule. Il semblerait qu’il faille attribuer leur invention à Jean Daniélo constructeur du premier manoir de Kergal et auteur d'importants travaux au doyenné de Péaule. Au décès de Jean, son frère Pierre Daniélo lui succède dans ses charges. Il devient tour à tour chanoine et archidiacre de Vannes, recteur de Bubry, Péaule, Plumergat et Questembert puis prieur de Péaule. en 1550 il est vicaire général du diocèse de Vannes puis abbé de Lanvaux en 1552. Il meurt en 1557.
Selon l'abbé Guilloux, le manoir de Kergal passe ensuite entre les mains de Marie Daniélo, nièce des fondateurs, qui épouse Pierre Le Crossec. La seigneurie de Kergal change de main en 1634 par le mariage de Jacquette Le Crossec, dame de Kergal, avec Mathieu de Lantivy. Elle restera dans cette famille jusqu'au mariage d'Anne de Lantivy avec Paul René du Vergier du Poüe en 1707. Deux enfants naîtront de ce mariage : Victor René et Rose Isidore. Tous deux meurent sans enfant et la seigneurie de Kergal passe alors à la famille Le Flo dont une branche est issue des Le Crossec. À la veille de la Révolution, le manoir et la seigneurie de Kergal sont détenus par les Le Flo de Trémelo.

### La seigneurie de Kergal
Le manoir de Kergal est le siège d'une seigneurie s'étendant sur plus de 100 hectares de terres cultivables réparties sur les villages de Brandivy, Kergal, Kerdroguen, Vialgouët et La Forest. Elles se partagent entre de nombreuses tenues et quatre métairies dites de la Porte, pour la plus proche, de Troguern, de Foliorh et de Vialgouët. À partir des années 1660-1670, les seigneurs de Kergal revendiquent un droit de moulin. Leur voisin, Jean Le Cleguennec seigneur du Guern, conteste devant la justice la construction de ce nouvel ouvrage et les droits seigneuriaux qui l'accompagnent.
La seigneurie de Kergal n'est pas uniquement la réunion de terres cultivées. Des droits et prééminences y sont attachés. Ainsi, les seigneurs de Kergal ont un colombier, ils possèdent des droits de pêcheries dans la rivière d'Auray, un droit de banc et un autel prohibitif dans l'église tréviale de Brandivy. Ils détiennent les droits de fondateurs de la chapelle du Saint-Sacrement de la cathédrale de Vannes fondée par Jean Daniélo. Enfin, ils prélèvent des droits sur les foires qui se tiennent chaque année dans la paroisse de Grand-Champ.

### Kergal de la Révolution à nos jours

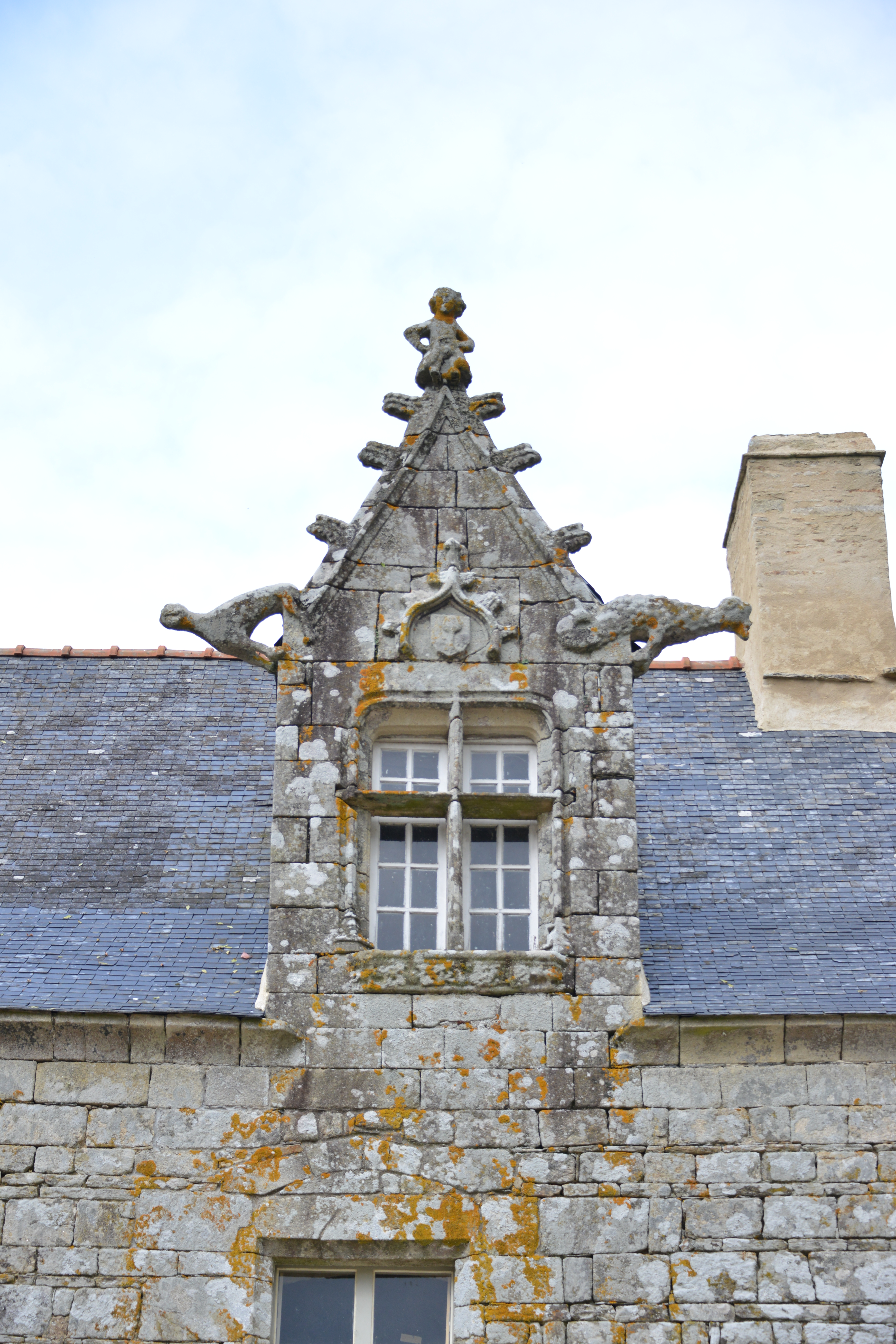
Lucarne zoomorphe, manoir de Kergal.

Selon la tradition, le passage des Chouans dans les environs de Kergal se serait traduit par la suppression de la couverture de la tour arrière du manoir, en plomb, afin de fabriquer des balles. 
Par mariage, le manoir passe entre les mains de la famille Le Pourceau de Mondoret, originaire de Guérande. L'union de Marie Thérèse Charlotte Le Pourceau de Mondoret en 1841 avec Alcide Rado du Matz, originaire de Béganne, amène à un nouveau changement de propriétaire. Pendant tout le XIXe siècle, aucun des propriétaires du manoir de Kergal ne réside sur les lieux. L'ancienne seigneurie, devenue "la ferme du château de Kergal", est affermée à des familles d'agriculteurs parmi lesquelles les Le Ray, Madec, Guhur, Le Méro. 
En 1858, Marie Marguerite Le Méro épouse Louis Marie Le Gloanic, cultivateur au bourg de Pluvigner. Par un acte du 15 janvier 1892, ce couple achètent le manoir de Kergal, ses terres et ses dépendances, à Alcide Jean Baptiste Rado du Matz. Les Le Gloanic conservent et résident au manoir de Kergal jusqu'à sa vente en 2010 aux actuels propriétaires.

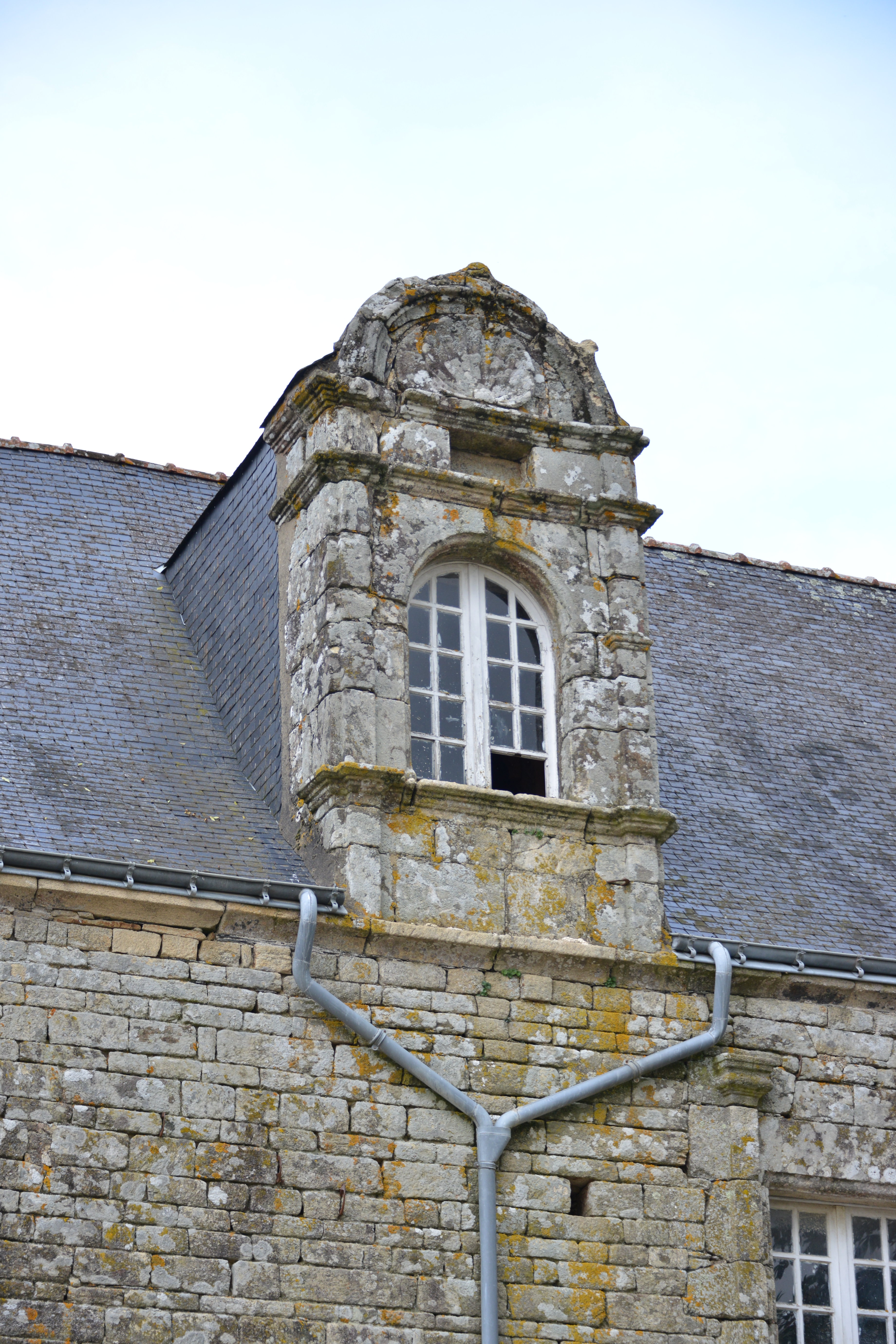
Lucarne à fronton circulaire, manoir de Kergal

## Architecture
Le manoir de Kergal s'organise autour d'un cour orientée au sud dans laquelle sont conservés les restes d'un four à pain, quelques communs et un corps de logis bâti sur trois niveaux. Ce corps de logis est en réalité la combinaison de deux bâtiments accolés construits à la suite l'une de l'autre. Le premier, à l'ouest, se distingue par la conservation d'une fenêtre à meneaux et d'une lucarne à gâble et crossettes, portant personnage, animaux et les armes des Daniélo. Une autre lucarne similaire, qui se trouvait plus à l'ouest, a disparu au début du XXe siècle. Cette partie du corps de logis s'ouvre vers la cour par une porte en anse de panier. La circulation au sein de cet édifice est assurée par la présence d'une tour d'escalier circulaire à l'arrière du bâtiment. D'importantes cheminées et des coussièges y sont conservés.
La seconde partie du logis, à l'est, est marquée par une lucarne à fronton circulaire portant une coquille Saint-Jacques et renfermant une baie plein cintre ornée de pilastres. Une tour d'escalier hexagonale termine ce logis à l'est. Elle s'ouvre sur la cour dans son pan occidental par une porte ornée de pilastres. Les deux baies du premier étage, s'appuyant sur une corniche, comportent également une ornementation à pilastres.
L'ensemble du corps de logis est doublé à l'arrière par une succession de pièces en appentis. 
Le manoir est inscrit au titre des monuments historiques par arrêté du 12 mai 1925.